# Adelschlag
Adelschlag – miejscowość i gmina w Niemczech, w kraju związkowym Bawaria, w rejencji Górna Bawaria, w regionie Ingolstadt, w powiecie Eichstätt, wchodzi w skład wspólnoty administracyjnej Nassenfels. Leży na terenie Parku Natury Altmühltal, w Jurze Frankońskiej, około 5 km na południowy wschód od Eichstätt, przy linii kolejowej Ingolstadt – Würzburg.

## Dzielnice
W skład gminy wchodzą cztery dzielnice:
- Adelschlag
- Möckenlohe
- Ochsenfeld
- Pietenfeld

## Demografia
| Rok  | Liczba mieszk. |
| ---- | -------------- |
| 1970 | 2 051          |
| 1987 | 2 280          |
| 2000 | 2 604          |
| 2005 | 2 752          |

Dane o ludności z 31 grudnia 2008:
| Opis                                | Ogółem | Ogółem | Kobiety | Kobiety | Mężczyźni | Mężczyźni |
| ----------------------------------- | ------ | ------ | ------- | ------- | --------- | --------- |
| Jednostka                           | osób   | %      | osób    | %       | osób      | %         |
| Populacja                           | 2768   | 100    | 1385    | 50,04   | 1383      | 49,96     |
| Wiek przedprodukcyjny (0–17 lat)    | 605    | 21,86  | 308     | 11,13   | 297       | 10,73     |
| Wiek produkcyjny (18–65 lat)        | 1733   | 62,61  | 846     | 30,56   | 887       | 32,04     |
| Wiek poprodukcyjny (powyżej 65 lat) | 430    | 15,53  | 231     | 8,35    | 199       | 7,19      |

## Polityka
Wójtem gminy jest Michael Spreng, rada gminy składa się z 14 osób.
|      | CSU | SPD | FWG | Razem |
| 2008 | 6   | 2   | 6   | 16    |
| 2002 | 7   | 2   | 5   | 14    |

## Oświata
W gminie znajduje się trzy przedszkola, szkoła podstawowa z częścią Hauptschule (8 nauczycieli, 157 uczniów) oraz prywatna szkoła podstawowa (35 uczniów).